# بيتر لانس
بيتر لانس (بالإنجليزية: Peter Lance)‏ هو صحفي أمريكي، ولد في 18 فبراير 1948 في نيوبورت في الولايات المتحدة.

## وصلات خارجية
- بيتر لانس على موقع IMDb (الإنجليزية)
- بيتر لانس على موقع ألو سيني (الفرنسية)
- بيتر لانس على موقع أول موفي (الإنجليزية)
- بيتر لانس على موقع قاعدة بيانات الفيلم (الإنجليزية)
- بيتر لانس على موقع كينوبويسك (الروسية)